# Minshat Abu Omar
Minshat Abu Omar (àrab: منشأة ابو عمر) és una excavació del delta oriental d'Egipte situada a 150 km al nord-est del Caire, on s'han trobat 400 tombes i algun serekh predinàstic.